# Hôtel de ville de Leeds

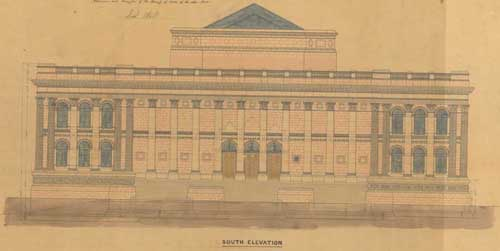
Premier plan de l'Hôtel de Ville.

L'hôtel de ville de Leeds (Leeds Town Hall en anglais) est le siège du conseil municipal de Leeds (Leeds City Council) et de ses services. L'hôtel de ville, situé dans la ville de Leeds, dans le nord de l'Angleterre, a été dessiné par l'architecte Cuthbert Brodrick.

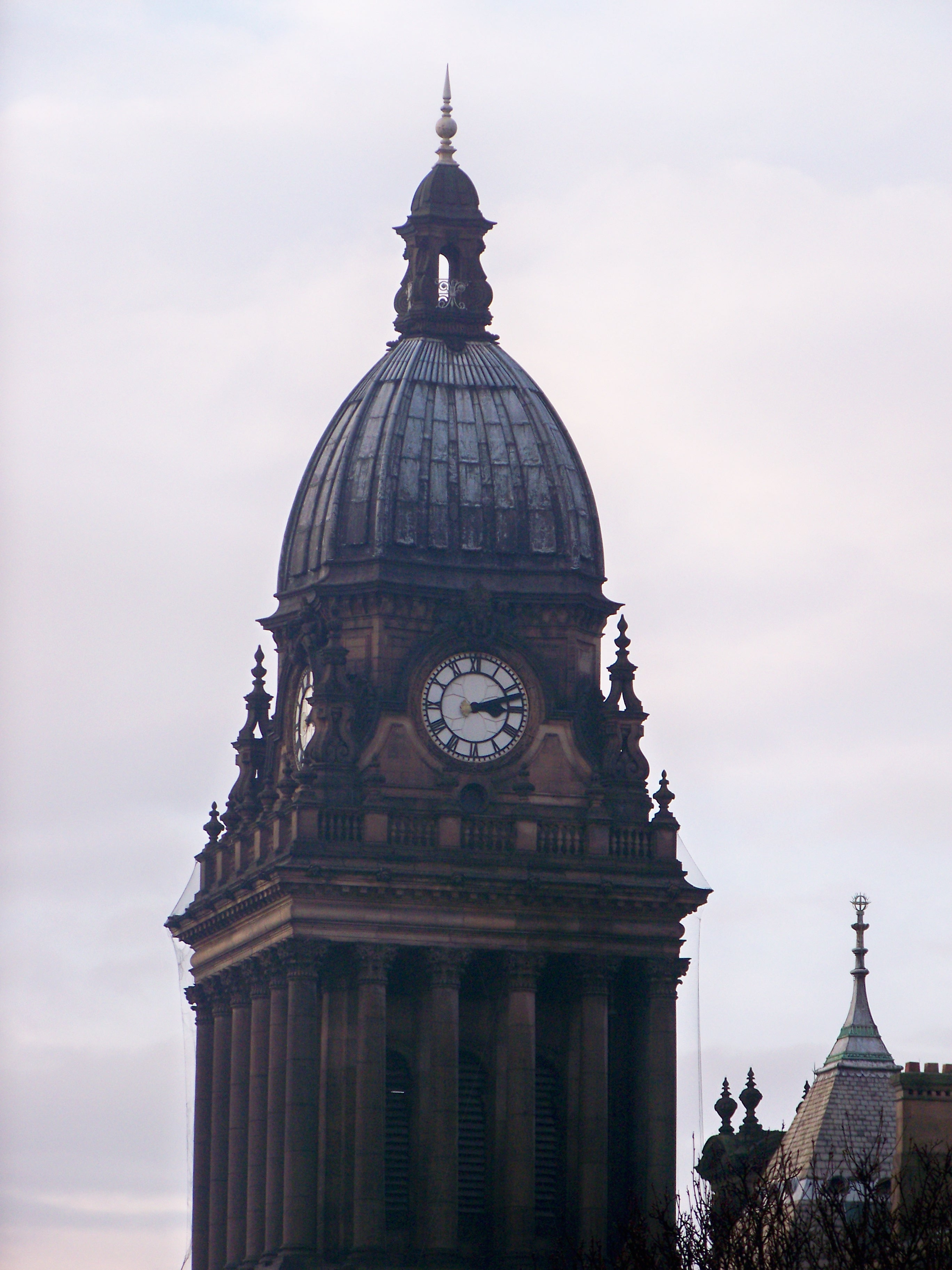
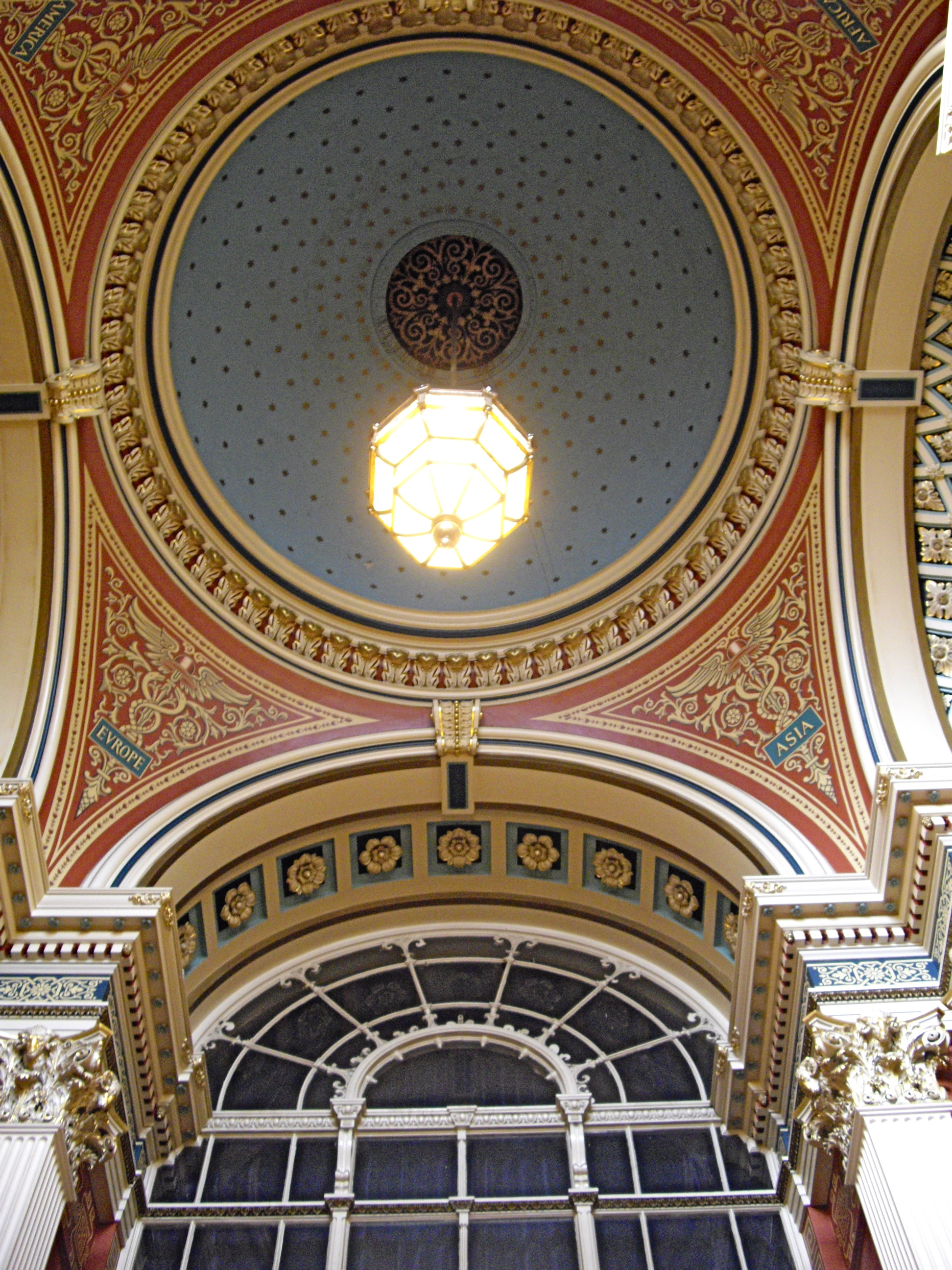
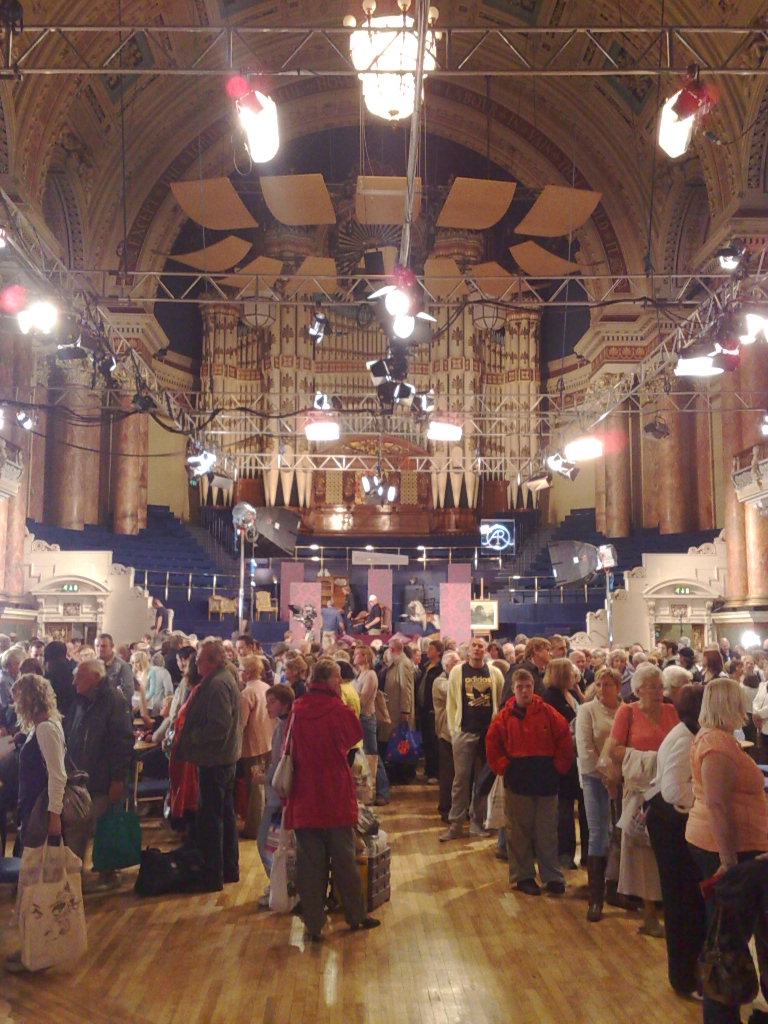
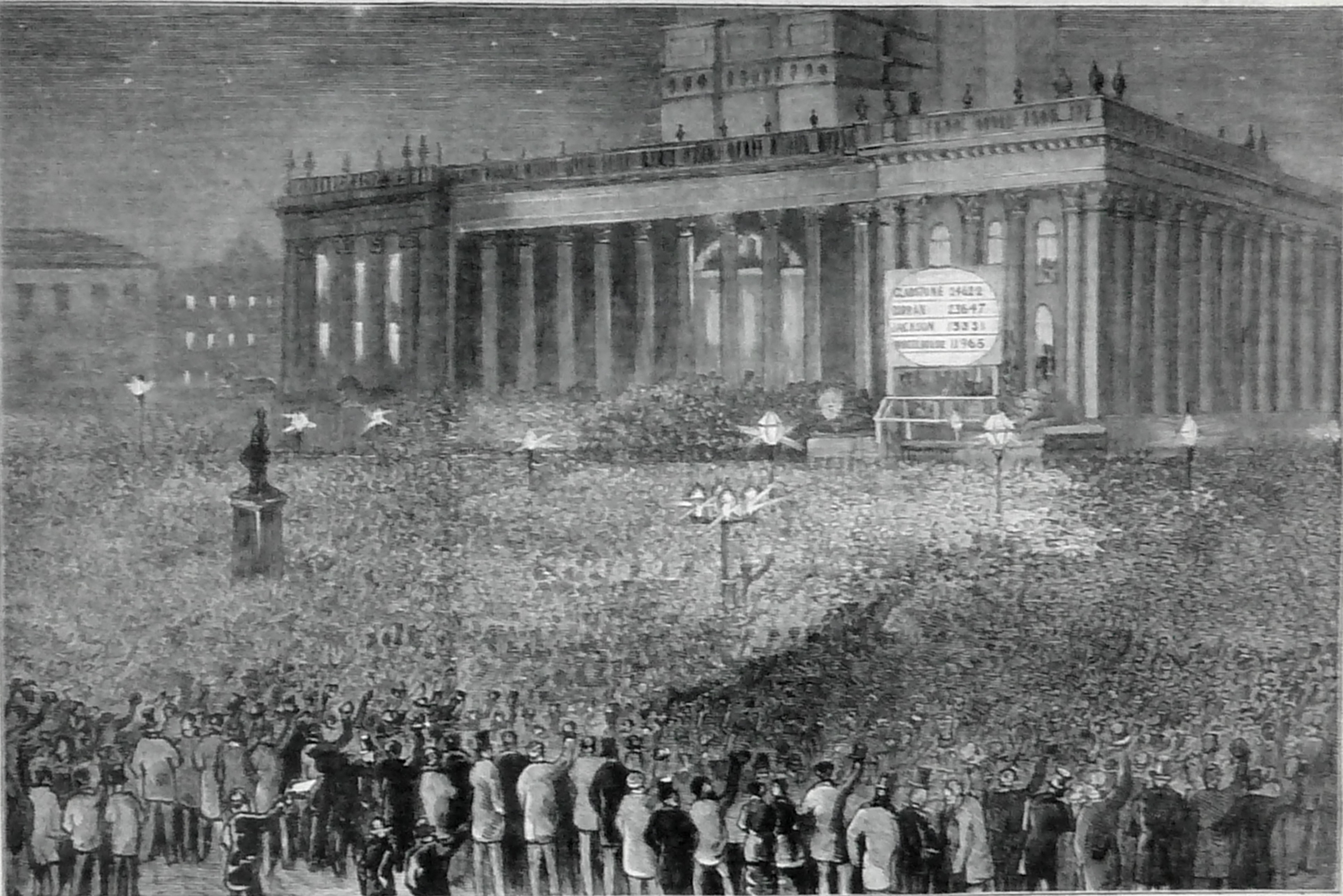